# Villa di Cortine
Villa di Cortine si trova Strada di Cortine a Barberino Val d'Elsa.

## Storia e descrizione
L'antico castello di Cortine (dal latino curtis, corte), attestato dal 1037, era un avamposto tra la Valdelsa e la Val di Pesa, non lontano dalla via Francigena. Sfiorato dalla caduta di Semifonte, nel 1260 fu chiamato a sostenere l'esercito ghibellino con un'onerosa quota di grano.
Il nucleo più antico della villa è una casa-torre fortificata, a cui si aggiunsero numerosi altri corpi di fabbrica, dando un aspetto dismogeneo, con decorazioni di epoche differenti, tra cui spiccano quelle cinquecentesche e sei-settecentesche, evidenziate anche da un recente restauro che ha cercato di togliere le aggiunte novecentesche evidenziando maggiormente i materiali originari.
La cappella è ottocentesca, completata nel 1850, mentre il campanile è successivo al 1880. Durante la seconda guerra mondiale vi si installò un quartier generale delle truppe tedesche e un'ala dell'edificio fu danneggiata in un bombardamento.
Dal 1983 la famiglia Mattucci ne ha curato il restauro, ripristinando il giardino e la limonaia. Oggi il piccolo borgo è frazionato in più famiglie, che curano varie attività ricettive, tra cui anche la villa di Prumiano.